# جاك بيني
جاك بيني (بالإنجليزية: Jack Benny)‏ (ولد باسم بنجامين كوبلسكاي، 14 من فبراير 1894م - 26 من ديسمبر 1974م) هو ممثل كوميدي أمريكي، له سيرة رائعة في مجال الاستعراض المسرحي الهزلي الذي يُعرف باسم فودفيل، كما عمل بالإذاعة والتليفزيون، ويُعد أيضًا ممثلاً سينمائيًا وعازف كمان بارزًا. اشتهر بيني وذاع صيته كواحد من فناني أمريكا الرائدين في مجال الترفيه في القرن العشرين، ولعب الدور الكوميدي لشخصية بيني البخيل، وظل مُصرًا على تأدية هذا الدور لمدة 39 عامًا بالرغم من كُبر سنه، وأحيانًا كثيرة كان يعزف الكمان بحماسة شديدة.
ومما جعل منه كوميديًا رائعًا هو درايته الكاملة بما يُعرف بالتوقيت الكوميدي؛ فقد عرف كيف ومتى يمكن توظيف الكوميديا، بالإضافة إلى قدرته على إسعاد الجماهير وإثارة ضحكاتهم، باستخدام تقنيات قد تبدو بسيطة مثل الصمت الكوميدي في نهاية عبارة ما، أو استخدامه للَفْظَة مُفْرَدَة مثل كلمته الشهيرة الحادة «حسنًا!» كما نالت برامجه الإذاعية والتليفزيونة شهرةً وترحيبًا واسعًا من الجماهير من فترة الثلاثينيات وحتى الستينيات من القرن العشرين، وكان لها تأثير جوهري على نوع مهم من أنواع الكوميديا، وهو كوميديا الموقف.

## أعماله
- أكون أو لا أكون.

## كتابات أخرى
- The New York Times, April 16, 1953, p. 43, "Jack Benny plans more work on TV"
- The New York Times, March 16, 1960, p. 75, "Canned laughter: Comedians are crying on the inside about CBS rule that public know of its use"
- Jack Benny, Mary Livingstone Benny, Hilliard Marks with Marcia Borie, Doubleday & Company, 1978, 322 p.
- Sunday Nights at Seven: The Jack Benny Story, Jack Benny and Joan Benny, Warner Books, 1990, 302 p.
- CBS: Reflections in a Bloodshot Eye, by Robert Metz, New American Library, 1978.
- The Laugh Crafters: Comedy Writing in Radio and TV's Golden Age, by Jordan R. Young; Past Times Publishing, 1999. ISBN 0-940410-37-0
- Well! Reflections on the Life and Career of Jack Benny, edited by Michael Leannah, BearManor Media, 2007.
- Jack Benny v. Commissioner of Internal Revenue, 25 T.C. 197 (1955).
- Hilmes, M. (1997). Radio voices American broadcasting, 1922–1952. Minnesota Minneapolis: University of Minnesota Press.
- Benny, Jack; Benny, Joan. (1990) Sunday Nights at Seven: The Jack Benny Story. Warner Books.
- Josefsberg, Milt. (1977) The Jack Benny Show. New Rochelle: Arlington House. ISBN 0-87000-347-X
- Leannah, Michael, editor. (2007) Well! Reflections on the Life and Career of Jack Benny. BearManor Media. Contributing authors: Frank Bresee, Clair Schulz, Kay Linaker, Janine Marr, Pam Munter, Mark Higgins, B. J. Borsody, Charles A. Beckett, Jordan R. Young, Philip G. Harwood, Noell Wolfgram Evans, Jack Benny, Michael Leannah, Steve Newvine, Ron Sayles, Kathryn Fuller-Seeley, Marc Reed, Derek Tague, Michael J. Hayde, Steve Thompson, Michael Mildredson.

## وصلات خارجية
- جاك بيني على موقع IMDb (الإنجليزية)
- جاك بيني على موقع الموسوعة البريطانية (الإنجليزية)
- جاك بيني على موقع روتن توميتوز (الإنجليزية)
- جاك بيني على موقع ألو سيني (الفرنسية)
- جاك بيني على موقع ميوزك برينز (الإنجليزية)
- جاك بيني على موقع تيرنر كلاسيك موفيز (الإنجليزية)
- جاك بيني على موقع أول موفي (الإنجليزية)
- جاك بيني على موقع قاعدة بيانات برودواي على الإنترنت (الإنجليزية)
- جاك بيني على موقع قاعدة بيانات الأفلام السويدية (السويدية)
- جاك بيني على موقع إن إن دي بي (الإنجليزية)
- Jack Benny at TVGuide.com
- The Jack Benny Program على تي في.كوم
- Jack Benny Fred Allen Feud نسخة محفوظة 21 ديسمبر 2021 على موقع واي باك مشين.
- Jack Benny Audio History
- International Jack Benny Fan Club
- In-depth interview with Laura Leff, Founder and President of the International Jack Benny Fan Club (2011)
- Copies of Jack Benny's Radio and TV scripts, with handwritten edits
- Jack Benny Center for the Cultural Arts
- Jack Benny papers نسخة محفوظة 14 يوليو 2014 على موقع واي باك مشين. at the University of Wyoming—American Heritage Center
- FBI file on Jack Benny

التسجيلات الصوتية
- - Jack Benny Show – OTR Podcast – Daily episodes of The Jack Benny Program in MP3 format with new introductions and Benny Trivia

؛ مقاطع الفيديو
- Online audio and video of Jack Benny
- Jack Benny roasts Ronald Reagan على يوتيوب
- Free 2 minute download of Humphrey Bogart on the Jack Benny Show